# Chlorurus sordidus
Chlorurus sordidus (Різнокольорова риба-папуга) — вид риб з роду Chlorurus родини Риби-папуги. Інші назви «кулясточола риба-папуга», «маргаритка-папуга», «кулястий папуга».

## Опис
Загальна довжина сягає 80 см. Голова масивна. Морда округла. тулуб кремезний, широкий, дещо стиснутий з боків. Грудні плавці невеликі. Спинний плавець доволі довгий, складається з 10 м'яких променів і 9 шипів, анальний плавець — 9 і 3 відповідно. Хвостовий плавець помірно короткий і широкий.
У дорослих забарвлення синюватого кольору. Малюнок складається з неправильних рядків невеликих, світлих плям у напрямку до хвоста та широка світла смугу, що оточує темну пляму на біля хвоста. Нижня частина голови світлого кольору. Молоді особини з різнокольоровою головою та жовтим тілом. На прмоіжному етапі забарвлення коливається від темно-коричневого до світло-сірого з темною плямою на основі хвоста.

## Спосіб життя
Океанодромний. Зустрічається біля коралових рифів, у відкритих просторах, лагунах на глибинах до 50 м. Воліє до солонуватої води. Може утворювати невеличкі скупчення, самиці і нмолоді особини — великі групи. Також гарно пристосовується до інших риб своєї родини. Перед сном виділяє слиз, що оточує рибу наче у коконі. Призначення цього слизу до кінця не зрозуміле, але одна з теорій полягає в тому, що він захищає рибу від паразитів, насамперед Benedenia scari.
Бентопелагічний вид, живиться переважно водоростями та твердими коралами, насамперед представниками роду акропора.
Є протогінним гермафродітом, тобто народжується самицею, а з початком шлюбного періоду і статевого дозрівання при розмірі близько 35,1-47,2 см перетворюється на самця. Яйцекладна риба.

## Розповсюдження
Поширена в Індійському океані: від Перської затоки і Червоного моря (на півночі) до Квазулу-Наталу (ПАР) і Французьких Південних і Антарктичних Територій — на півдні; від узбережжя Омана (на заході) до Індонезії (на сході). Тихоокеанську популяцію було викоремлено у самостійний вид Chlorurus spilurus.

## На монетах
Ізраїльська корпорація з випуску монет і медалей у 2017 році відкарбувала срібну монету із зображенням Chlorurus sordidus.